# Executive Order 14086
Die Executive Order 14086, offiziell mit dem Titel „Enhancing Safeguards for United States Signals Intelligence Activities“, ist ein Präsidialerlass des US-Präsidenten Joe Biden vom 7. Oktober 2022. Sie wurde erlassen, um die Zusagen der Vereinigten Staaten (USA) im Rahmen des neuen transatlantischen Datenschutzrahmen EU-USA (EU–U.S. Data Privacy Framework) umzusetzen. 
Damit reagierten die USA auf das Urteil des Europäischen Gerichtshof (EuGH) von 2020 (Rechtssache Schrems II), der das vorherige Privacy-Shield-Abkommen aufgrund von Bedenken gegenüber der massenhaften US-Datenüberwachung und fehlender Rechtsschutzmöglichkeiten für EU-Bürger für ungültig erklärt hatte.

## Schaffung eines neuen Beschwerdemechanismus
Durch Abschnitt 3 der Executive Order wird ein mehrstufiger Beschwerdemechanismus für betroffene EU-Bürger eingeführt. Zunächst prüft ein Civil Liberties Protection Officer (CLPO) - angesiedelt unter dem Director of National Intelligence - eingehende Beschwerden auf mögliche Verstöße gegen US-Recht. 
Anschließend können sowohl Beschwerdeführer als auch die betroffenen Nachrichtendienste eine Überprüfung der Entscheidung durch das neu geschaffene Data Protection Review Court (DPRC) beantragen. 
Zusätzlich erhält das bestehende Privacy and Civil Liberties Oversight Board (PCLOB) die Aufgabe, die Umsetzung der Datenschutz-Schutzmaßnahmen zu überprüfen und jährlich Bericht über das Funktionieren des Beschwerdeverfahrens zu erstatten.
Datenschutzexperten zeigen sich jedoch kritisch, ob dieser Mechanismus einen echten gerichtlichen Rechtsschutz im Sinne der EU-Grundrechte bietet. Alle etablierten Instanzen gehören zur US-Exekutive und nicht zur unabhängigen Justiz. Auch das als court (deutsch Gericht bzw. Gerichtshof) bezeichnete DPRC ist organisatorisch im Justizministerium angesiedelt.